# Bettongia penicillata
Bettongia penicillata — вид сумчастих ссавців родини Поторові (Potoroidae) ряду Кускусоподібні (Diprotodontia).

## Поширення
Вид колись населяв більше 60% австралійського материка, але зараз поширений на менш ніж на 1%. Раніше ареал займав всю Західну Австралію, південний захід Східної Австралії, більшу частину Південної Австралії, північно-західний кут штату Вікторія і центральну частину Нового Південного Уельсу. Вид був широко поширений в середині 19-го століття. До 1920 року Bettongia penicillata вимер на більшій частині свого ареалу. У 1996 році відомо шість популяцій в Західній Австралії.

## Опис
Це невеликий потору, завдовжки близько 30-35 см, з довгим хвостом (близько 37 см), і вагою від 1,1 до 1,6 кг. Хутро цього беттонга жовтувато-коричневого кольору з блідим хутром на череві, а кінець його пухнастого хвоста темного кольору. Він має мало або взагалі не має волосся на морді і хвості. Цей вид має тоншу статуру і більші вуха, ніж його родичі.

## Підвиди
Виділяються два підвиди:
- Bettongia penicillata penicillata. Підвид раніше був поширений в південно-східній частині Австралії; в даний час вважається вимерлим.
- Bettongia penicillata ogilbyi. Зустрічається в обмеженій кількості в Західній Австралії[6].